# Eleutera douglasii
Eleutera douglasii là một loài rêu trong họ Neckeraceae. Loài này được (Hook.) Stuntz mô tả khoa học đầu tiên năm 1900.